# 斯雷頓鎮區 (明尼蘇達州莫雷縣)
斯雷頓鎮區（英語：Slayton Township）是位於美國明尼蘇達州莫雷縣的一個行政鎮區。

## 歷史
斯雷頓鎮區原名為森特鎮區（Center Township），於1872年設立，1882年改為現稱。現稱得名自早期定居者克萊頓·W·斯雷頓（Clayton W. Slayton）。

## 地方資料
斯雷頓鎮區的面積為88.18平方千米，當中陸地面積為87.48平方千米，而水域面積為0.70平方千米。根據2020年美國人口普查的數據，當地共有人口268人，而人口密度為每平方千米3.04人。